# Kapitány Sándor
Kapitány Sándor  (Kalocsa, 1946) labdarúgó, csatár.

## Pályafutása
1968-ban volt a Ferencváros játékosa, ahol mindössze egy bajnoki mérkőzésen lépett pályára, de ezzel a bajnokcsapat tagja lett.

## Sikerei, díjai
- Magyar bajnokság
  - bajnok: 1968